# Нюкянен, Матти
Ма́тти Э́нсио Ню́кянен (фин. Matti Ensio Nykänen; 17 июля 1963[…], Йювяскюля — 4 февраля 2019, Йоутсено, Южная Финляндия) — финский прыгун с трамплина на лыжах, четырёхкратный олимпийский чемпион (1984 — с 90 м трамплина, 1988 — с 70, 90 м и в командных соревнованиях), серебряный призёр Олимпийских игр 1984 года в прыжках с 70-метрового трамплина, 4-кратный (в том числе самый молодой в истории) чемпион мира (1982, 1985, 1987, 1989), двукратный победитель «Турне четырёх трамплинов» (1983, 1988).

## Биография

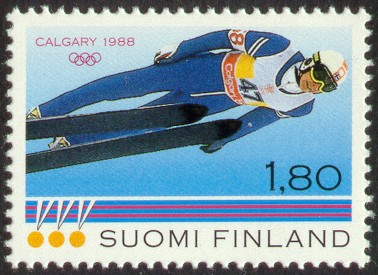
Нюкянен на марке Финляндии после победы на Олимпиаде в Калгари, 1988

Впервые совершил прыжок с трамплина на лыжах в 1973 году. Серьёзно заниматься прыжками с трамплина начал в 12 лет. В самые удачные зимы совершал до 2000 тренировочных прыжков.
В 1976 году впервые прыгнул с P60 большого трамплина Лааявуори (фин. Laajavuoren hyppyrimäki). В 1978 году прыгнул с P90 трамплина Лааявуори. В 1979 году в 15 лет прыгнул с большого трамплина Салпауссельки в Лахти.
В 1980-е годы в прыжках с трамплина доминировали Матти Нюкянен и Йенс Вайсфлог из ГДР. На зимних Олимпийских играх 1984 года в Сараево Нюкянен завоевал две медали: золотую и серебряную.
Матти Нюкянен — один из летучих финнов.
В 1985 и 1988 году избирался спортсменом года в Финляндии.
Скоропостижно скончался в ночь с 3 на 4 февраля 2019 года в Йоутсено. Министерство образования и спорта Финляндии предоставило семье покойного 20 тысяч евро для оплаты похорон спортсмена.

## Личная жизнь
- Первая жена — Тийна Хассинен в браке с 1986 по 1988 год;
- Вторая жена — Пиа Хюннинен в браке с 1989 по 1991 год;
- Третья жена — Сари Паанала в браке с 1996 по 1998 год;
- Четвёртая жена — Мерви Тапола в браке с 2001 по 2003 и с 2004 по 2010 год[11]
- Пятая жена — Пиа Талонпойка в браке с 2014 по 2019 год.

В 2004 году был условно осужден на четыре месяца за побои и угрозы с использованием ножа в адрес своей четвёртой жены Мерви Тапола. В том же 2004 году суд финского города Тампере приговорил экс-спортсмена к двум годам и двум месяцам тюремного заключения за нападение при отягчающих обстоятельствах. Тогда Нюкянен был арестован после того, как в состоянии алкогольного опьянения набросился на одного из своих знакомых с ножом и нанёс ему удар в спину.
24 августа 2010 года финский суд приговорил Матти Нюкянена к году и четырём месяцам тюрьмы за покушение на убийство жены — в конце декабря 2009 года он несколько раз ударил её ножом. Помимо реального срока, его приговорили к штрафу в размере 6,6 тысячи евро, деньги отойдут жене Нюкянена в качестве компенсации.